# Comuna de Czastary
Czastary (polaco: Gmina Czastary) é uma gminy (comuna) na Polónia, na voivodia de Lodz e no condado de Wieruszowski. A sede do condado é a cidade de Czastary.
De acordo com os censos de 2004, a comuna tem 4054 habitantes, com uma densidade 64,7 hab/km².

## Área
Estende-se por uma área de 62,67 km², incluindo:
- área agrícola: 72%
- área florestal: 22%

## Demografia
Dados de 30 de Junho 2004:
|                      | Total   | Total | Mulheres | Mulheres | Homens  | Homens |
| -------------------- | ------- | ----- | -------- | -------- | ------- | ------ |
|                      | pessoas | %     | pessoas  | %        | pessoas | %      |
| População            | 4054    | 100   | 2020     | 49,8     | 2034    | 50,2   |
| Densidade (pop./km²) | 64,7    | 100   | 32,2     | 32,2     | 32,5    | 32,5   |

De acordo com dados de 2002, o rendimento médio per capita ascendia a 1228,8 zł.

## Subdivisões
- Czastary, Jaworek, Józefów, Kąty Walichnowskie, Kniatowy, Krajanka, Krzyż, Parcice, Przywory, Radostów.

## Comunas vizinhas
- Biała, Bolesławiec, Łubnice, Sokolniki, Wieruszów